# Heliga Trefaldighets kyrka, Hoghton
För andra betydelser, se Heliga Trefaldighets kyrka.
Heliga Trefaldighets kyrka (Holy Trinity Church) är en anglikansk kyrka i Hoghton, Lancashire, England.
Den uppfördes efter ritningar av Robert Roper och James Birtwhistle.
Kyrkan är kulturminnesmärkt.